# Martin Smíšek
Martin Smíšek (* 22. ledna 1978) je bývalý český fotbalista, útočník. Jeho bratrem-dvojčetem je bývalý ligový fotbalista Petr Smíšek.

## Fotbalová kariéra
V české lize hrál za FC Viktoria Plzeň a SK Dynamo České Budějovice. Nastoupil ve 22 ligových utkáních a dal 3 góly. V nižších soutěžích hrál i za 1. FC Plzeň, Dresdner SC, Tatran Prachatice a SK Strakonice 1908. Za reprezentaci do 20 let nastoupil ve 4 utkáních.

## Ligová bilance
| Ročník                          | Zápasy | Góly | Klub                       |
| ------------------------------- | ------ | ---- | -------------------------- |
| Česká fotbalová liga 1996/97    | -      | 3    | 1. FC Plzeň                |
| Gambrinus liga 1997/98          | 5      | 1    | FC Viktoria Plzeň          |
| Gambrinus liga 2003/04          | 10     | 2    | SK Dynamo České Budějovice |
| 2. česká fotbalová liga 2004/05 | 9      | 3    | Tatran Prachatice          |
| Gambrinus liga 2004/05          | 7      | 1    | SK Dynamo České Budějovice |
| 2. česká fotbalová liga 2005/06 | 5      | 1    | SK Dynamo České Budějovice |
| CELKEM 1. česká liga            | 20     | 3    |                            |